# Elliot Perlman

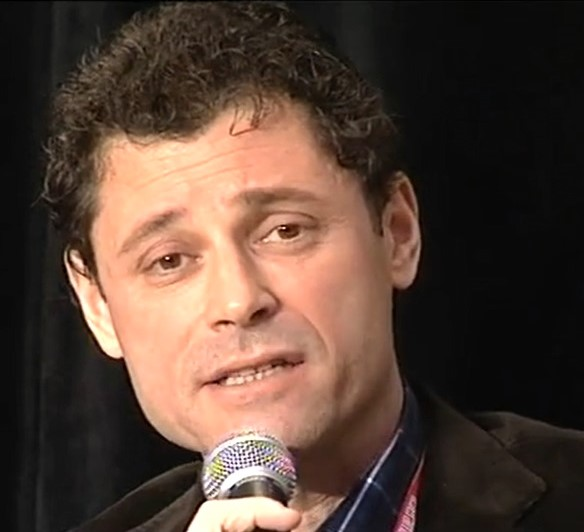
Elliot Perlman

Elliot Perlman (geboren 7. Mai 1964 in Melbourne) ist ein australischer Schriftsteller.

## Leben
Perlmans Großeltern sind jüdische Einwanderer aus Europa. Er studierte bis 1989 Jura an der Monash University in Melbourne, arbeitete in einer Anwaltskanzlei und erhielt 1997 die Zulassung als Barrister. 1994 gewann er einen Schreibwettbewerb für Kurzgeschichten und veröffentlichte seither einen Kurzgeschichtenband und drei Romane. Sein Roman Three Dollars wurde 2005 von Robert Connolly verfilmt, der mit ihm auch das Drehbuch schrieb. In dem Roman Tonspuren geht Perlman unter anderem den Interviews nach, die der US-amerikanische Psychiater David P. Boder 1946 mit Holocaust-Überlebenden des Konzentrationslagers Auschwitz aufzeichnete.
Perlman lebt in Melbourne.

## Werke (Auswahl)
- The street sweeper. 2011
  - Tonspuren : Roman. Aus dem Engl. von Grete Osterwald. Deutsche Verlags-Anstalt, München 2013, ISBN 978-3-421-04373-3.
- Seven Types of Ambiguity, 2003
  - Sieben Seiten der Wahrheit. Aus dem Engl. von Matthias Jendis. Deutsche Verlags-Anstalt, München 2008.
- Three Dollars. 1998
  - Drei Dollar : Roman. Aus dem Engl. von Henning Ahrens. Deutsche Verlags-Anstalt, München 2010.